# Silvio Lucev
Silvio Lucev, né le 11 avril 1934, à Trieste, en Italie, est un ancien joueur de basket-ball italien. Il évolue au poste de meneur.

## Palmarès
- Finaliste des Jeux méditerranéens de 1955